# آساتسو-دی‌کی
آساتسو-دی‌کی (انگلیسی: Asatsu-DK) شرکت تبلیغات ژاپنی است، که در سال ۱۹۵۶ تأسیس شد.